# Natalia Novikova
Natalia Novikova –en ruso, Наталья Новикова– es una deportista rusa que compitió en escalada. Ganó una medalla de bronce en el Campeonato Mundial de Escalada de 1999, en la prueba de velocidad.

## Palmarés internacional
| Campeonato Mundial | Campeonato Mundial       | Campeonato Mundial | Campeonato Mundial |
| Año                | Lugar                    | Medalla            | Prueba             |
| ------------------ | ------------------------ | ------------------ | ------------------ |
| 1999               | Birmingham (Reino Unido) | Medalla de bronce  | Velocidad          |